# Minas Geraes (cuirassé)
Le Minas Geraes, ou Minas Gerais selon les sources, est un cuirassé dreadnought de la marine brésilienne. Nommé en l'honneur de l'État de Minas Gerais, le navire est mis sur cale en avril 1907 en tant que navire de tête de sa classe, faisant du Brésil le troisième pays à avoir un dreadnought en cours de construction et déclenchant une course navale aux armements entre le Brésil, l'Argentine et le Chili.

## Conception

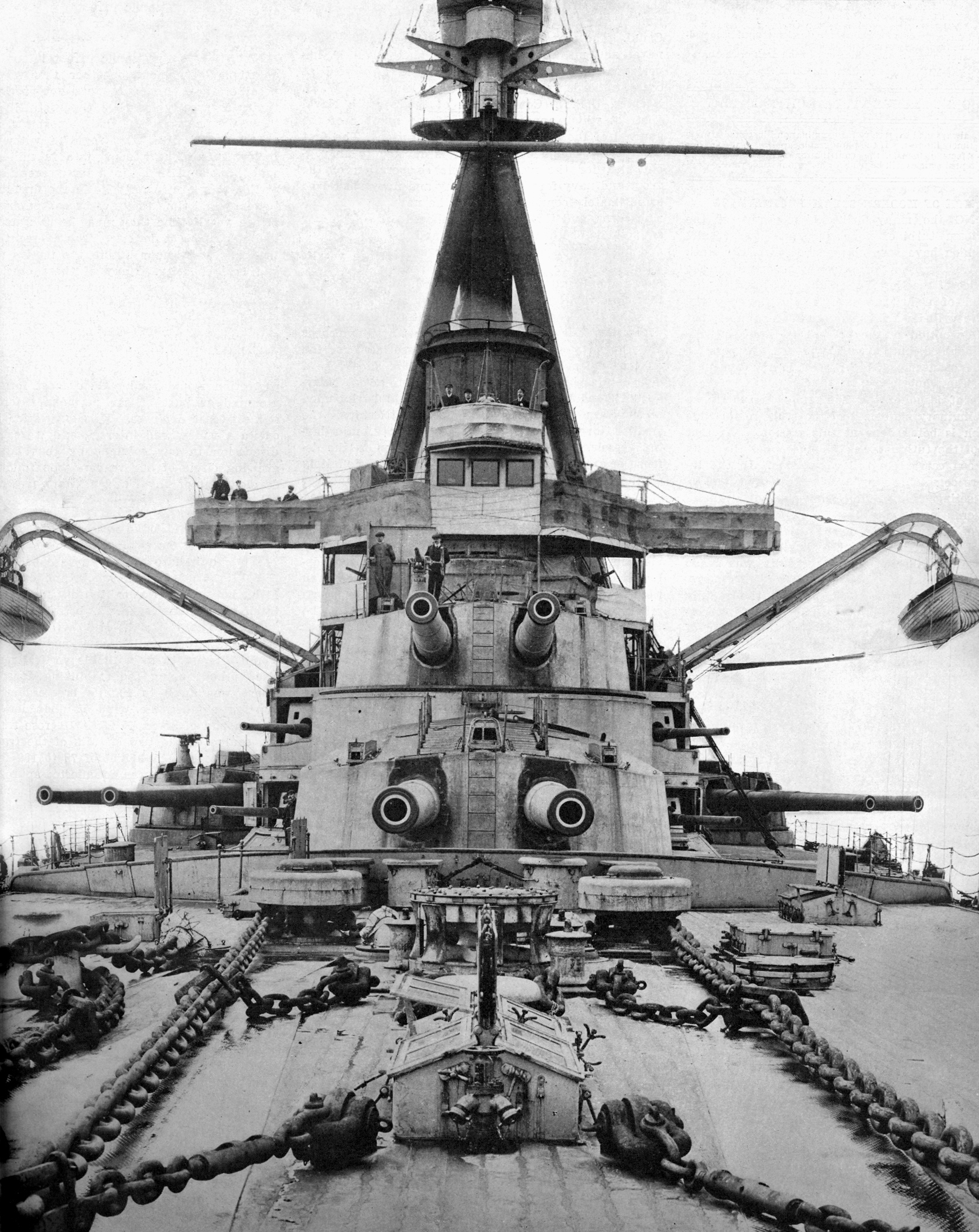
Le Minas Geraes vu de la proue; les tourelles latérales sont de chaque côté de la superstructure.

Vers la fin des années 1880, la marine brésilienne est en désuétude. La révolution de 1889, qui a conduit à l'abdication de l'empereur Dom Pedro II, ainsi que les révoltes de la marine entre 1891 et 1894, sont en partie responsables de son état alarmant,,,. Au commencement du XXe siècle, la marine brésilienne se retrouve inférieure en quantité et en tonnage aux flottes chilienne et argentine, ses principales concurrentes en Amérique du Sud,, et ce en dépit du fait que la population du Brésil soit près de trois fois supérieure à celle de l'Argentine et cinq fois supérieure à celle du Chili,.
La demande croissante de café et de caoutchouc en ce début de siècle donne cependant un nouveau souffle à l'économie brésilienne. Face à cette rentrée d'argent supplémentaire, le gouvernement décide en 1904 de lancer un vaste programme de construction navale, incluant la mise en chantier d'un certain nombre de navires de guerre dont trois cuirassés,. Le 23 juillet 1906, le ministre de la Marine, l'amiral Júlio César de Noronha, signe le contrat de commande des trois cuirassés avec la société britannique Armstrong Whitworth. Alors que leurs premières ébauches de conception sont inspirées du navire de défense côtière norvégien Norge et des cuirassés britanniques de la classe Swiftsure, les navires brésiliens suivent finalement le « Design 439 » d'Armstrong Whitworth — intitulé « Design 188 » chez Vickers. Chacun d'entre eux déplace 12 000 tonnes, navigue à une vitesse de 19 nœuds (35 km/h) et est protégé par un blindage de 23 cm au niveau de la coque et de 3,8 cm sur le pont. Chaque bâtiment est équipé de douze canons de 250 mm répartis en six tourelles doubles. Ces dernières sont montées dans le cadre d'une configuration hexagonale, similaire à celle des cuirassés allemands de la classe Nassau.
Deux vaisseaux — le Minas Geraes et le Rio de Janeiro — sont mis sur cale par Armstrong Withworth aux chantiers de Elswick, tandis que la construction du São Paulo se déroule à Barrow-in-Furness sous la houlette de la société Vickers. L'apparition du type dreadnought en décembre 1906, inauguré par les Britanniques avec la mise en service de leur cuirassé éponyme, rend les navires de guerre brésiliens complètement obsolètes. Le nouveau ministre de la Marine, le contre-amiral Alexandrino Fario de Alencar, décide alors d'investir dans la construction de deux dreadnoughts, auquel vient s'ajouter un troisième après la finition du premier, deux croiseurs éclaireurs — future classe Bahia —, dix destroyers — future classe Pará — et trois sous-marins,. Les trois « vieux » cuirassés dont la construction n'en est qu'à ses débuts sont démolis à partir du 7 janvier 1907, et les plans des nouveaux navires dreadnoughts sont approuvés par les Brésiliens le 20 février suivant.
Même si le coût plus élevé de ces navires signifie que seulement deux d'entre eux peuvent être construits dans l'immédiat, le chantier est mené avec promptitude. Le Minas Geraes, navire de tête de sa classe, est mis sur cale par Armstrong Withworth le 17 avril 1907, suivi trois jours plus tard par le São Paulo,,. La nouvelle fait l'effet d'un coup de tonnerre chez les pays voisins du Brésil, en particulier l'Argentine dont le ministre des Affaires étrangères assure que le Minas Geraes et le São Paulo peuvent à eux seuls anéantir les flottes chilienne et argentine réunies. En outre, la commande des trois cuirassés fait du Brésil le troisième pays à avoir un dreadnought en cours de construction, derrière le Royaume-Uni et les États-Unis mais devant l'Allemagne, la France et la Russie,. Les États-Unis, en particulier, s'empressent de « courtiser » le Brésil dans le but d'en faire un allié ; dans le même esprit, des journaux américains commencent à parler de « panaméricanisme » et de « coopération continentale ». Journaux et revues du monde entier, notamment en Grande-Bretagne et en Allemagne, pensent toutefois que le Brésil n'a agi que comme un intermédiaire pour le compte d'une plus grande puissance navale qui prendra possession des deux cuirassés peu après leur finition. En effet, ils ne conçoivent pas qu'un État aussi insignifiant que le Brésil sur la scène mondiale se dote d'un aussi puissant armement,.

## Historique

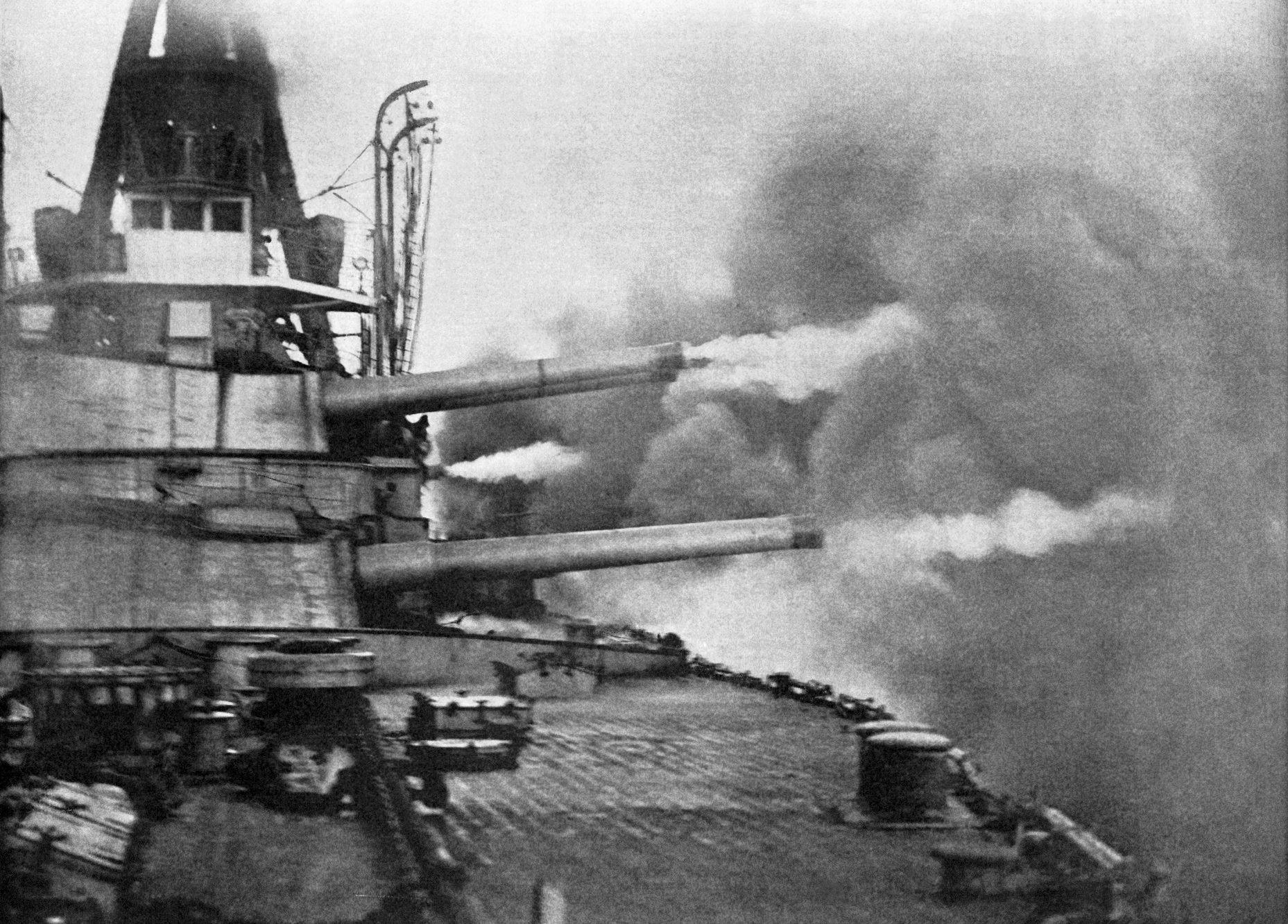
Essais des canons du dreadnought brésilien Minas Geraes, le navire qui initia la course aux dreadnoughts. Sur la photo, toutes les armes capables de faire feu sur le côté tirent, formant ce qui était à l'époque la plus lourde bordée jamais tirée d'un navire de guerre.

Le Minas Geraes est baptisé par Senhora Regis de Oliveira, l'épouse de l'ambassadeur brésilien en Grande-Bretagne, et est lancé à Newcastle-upon-Tyne le 10 septembre 1908. Le navire est ensuite déplacé au Walker Yard de chez Vickers, et des milliers de badauds profitent du trajet pour venir l'admirer. Le 5 janvier 1909, le Minas Geraes est officiellement remis par Armstrong Withworth à la délégation brésilienne au nom du gouvernement brésilien, tandis que l'équipage du navire est rassemblé sur le pont. La Royal Navy, à la demande d'Armstrong et avec l'accord du Brésil, encadre les essais d'artillerie. Bien que l'installation de tourelles superposées ne soit pas une innovation — les cuirassés américains de la classe South Carolina présentent également cette caractéristique —, les essais du Minas Geraes suscitent l'intérêt de plusieurs nations qui envoient quelques représentants y assister. Ces derniers sont chargés d'observer deux détails en particulier : l'effet du tir des tourelles supérieures sur les servants des canons inférieurs, et celui de la fumée de tir des canons inférieurs sur les capacités de ciblage de la tourelle supérieure. Les deux questions ont pu être résolues de manière satisfaisante à l'issue des tests.
Le Minas Geraes quitte la Tyne le 5 février 1910 et se rend à Plymouth avant d'entamer un voyage aux États-Unis le 8 février,. Arrivé à Norfolk en Virginie, il escorte le croiseur blindé américain North Carolina, qui transporte la dépouille de l'ex-ambassadeur brésilien Joaquim Nabuco, jusqu'à Rio de Janeiro,,. Les deux navires mettent les voiles le 17 mars et atteignent la capitale brésilienne un mois plus tard ; le Minas Geraes intègre alors officiellement la marine brésilienne le 18 avril 1910.
Deux mois après la fin du chantier, en janvier 1910, le Minas Geraes fait la une de la revue Scientific American, qui le décrit comme « le dernier cri dans la conception de cuirassé lourd et le navire de guerre… le plus puissamment armé actuellement à flot ». En novembre 1910, l'équipage du Minas Geraes se mutine pour protester contre les châtiments corporels, donnant à ce soulèvement le nom de « révolte du fouet ». La mutinerie du Minas Geraes s'étend rapidement à d'autres navires brésiliens, dont son sister-ship São Paulo, le navire de défense côtière Deodoro et le tout récent croiseur Bahia. Dirigés par l'« amiral noir » João Cândido Felisberto, les mutins tiennent pendant quatre jours la capitale Rio de Janeiro sous leur feu, obligeant le gouvernement à céder aux revendications des soldats.
Lors de l'entrée en guerre du Brésil dans la Première Guerre mondiale en 1917, la Royal Navy refuse de placer le Minas Geraes sous pavillon britannique en raison de l'ancienneté du navire : le cuirassé n'a en effet jamais été remis en état depuis son entrée en service, et en outre, les télémètres et le système de conduite de tir n'ont pas été installés. En 1921, le Minas Geraes subit une refonte aux États-Unis avant de participer à la répression de la première révolte tenentiste. Contrairement au São Paulo qui, en bombardant la forteresse rebelle, entraîne sa reddition, le Minas Geraes n'y joue aucun rôle actif. En 1924, les tenantistes s'emparent du São Paulo et tentent de convaincre l'équipage du Minas Geraes de se joindre à eux, mais en vain.
Le cuirassé est modernisé aux chantiers navals de Rio de Janeiro dans les années 1930, puis bénéficie de refontes régulières de 1939 à 1943. Pendant la Seconde Guerre mondiale, jugé trop vétuste pour prendre part au conflit, le navire est chargé de la défense du port de Salvador. Il reste inactif lors de ses neuf dernières années de service.  En 1954, le Minas Geraes est remorqué en Italie pour y être démoli en mars de la même année.

## Images
1. ↑  Image reproduite de (en) "The Brazilian Battleship, " Scientific American, p.241.
2. ↑  Image reproduite de (en) "The Brazilian Battleship, " Scientific American, p.240.